# Sympherobius angustus
Sympherobius angustus är en insektsart som först beskrevs av Banks 1904.  Sympherobius angustus ingår i släktet Sympherobius och familjen florsländor. Inga underarter finns listade i Catalogue of Life.